# Danny Lewis
Danny Cornell Lewis, (nacido el 21 de junio de 1970 en Kalamazoo, Michigan) es un exjugador de baloncesto estadounidense. Con 1.84 de estatura, su puesto natural en la cancha era el de base. 

## Trayectoria
- Universidad de  Wayne State (1991-1993)
- Hermosillo Suns (1996–1998)
- London Towers (1994–2000)
- Maccabi Ramat Gan (2000)
- Pallacanestro Cantù (2000-2001)
- Maccabi Ramat Gan (2001-2002)
- Śląsk Wrocław (2002)
- Lokomotiv Vody (2002)
- CB Breogán (2002-2004)
- Lokomotiv Rostov (2004-2005)
- San Sebastián Gipuzkoa Basket Club (2005)
- Palma Aqua Magica  (2006-2007)
- LTi Gießen 46ers (2008-2009)